# Associació de Federacions de Futbol de l'Azerbaidjan
L'Associació de Federacions de Futbol de l'Azerbaidjan (AFFA) (en àzeri: Azərbaycan Futbol Federasiyaları Assosiasiyası (AFFA)) és l'organisme encarregat de l'organització del futbol a l'Azerbaidjan, amb seu a Bakú. Va ser fundada el 1992 i està afiliada a la FIFA des de 1992 ia la UEFA des de 1994. S'encarrega de l'organització de la Lliga Premier i la Copa de l'Azerbaidjan, així com els partits de la Selecció de futbol de l'Azerbaidjan en les seves diferents categories.